# Франц Тундер
Франц Ту́ндер (нім. Franz Tunder; 1614, Любек ― 5 листопада 1667, там же) ― німецький композитор і органіст епохи зрілого бароко, важливий представник північнонімецької органної школи. Один із засновників жанру кантати.

## Біографія

### Ранні роки
Життя та кар'єра композитора передані лише фрагментарно. За останніми дослідженнями, Тундер народився в Любеку, а не на острові Фемарн, як вважали раніше. Його батько (помер 1635), який носив таке ж ім'я, володів книжковою крамницею поблизу церкви Св. Марії. Про дитинство та юність музиканта майже нічого не відомо. Ймовірно, що перші уроки органу він отримав у органіста Пітера Гассе, який мав зв’язки зі школою Свелінка, а потім продовжив навчання у інших майстрів. Певний час навчався в Копенгагені. Відомо, що у юності він здійснив поїздку до Італії. За твердженням Йоганна Маттезона, у Флоренції Тундер брав уроки у Фрескобальді, але нині ця інформація оспорюється. 

### Готторп і Любек
У 1632–1641 роках Тундер обіймав посаду органіста при дворі герцога Фрідріха III у Готторпі. Пізніше в Любеку Тундер навчав учнів за спонсорування герцога. У 1640 році він одружився з Елізабет Фойгт, дочкою колишнього придворного кравця. У шлюбі народилося троє дітей. У 1641 році Тундер був призначений головним органістом церкви Св. Марії в Любеку, змінивши Пітера Гассе, а в 1647 році став ще й старостою та скарбником. Ці всі посади композитор обіймав до кінця життя. З 1647 року загальна платня Тундера становила 1020 марок в рік, без урахування безкоштовного проживання та інших привілегій. 
До приходу Тундера церковна музика в соборі Святої Марії була під керівництвом кантора, який отримував платню в 30 марок на рік. Йому були підпорядковані семеро інструменталістів. У 1646 році Тундер заснував традицію Abendmusiken у Любеку ― вечірніх безкоштовних концертів, приурочених до церковних свят протягом року (найвишуканішим був різдвяний концерт), яка тривала аж до 1810. Спочатку це були сольні концерти, які звучали виключно на органі для жителів міста, але після заохочень і фінансової підтримки з боку влади вони переросли у повноцінні заходи за участі великої кількості співаків та інших музикантів. З 1926 року ця традиція відновлена.

#### Смерть
У 1667 році Тундер захворів на гарячку, яка тримала його прикутим до ліжка протягом майже чотирьох місяців. Після того, як він неодноразово звертався до цирульника і фармацевта, його стан покращився, і він знову міг грати на органі. Однак наприкінці вересня стався рецидив хвороби. Ввечері 5 листопада композитор відійшов у вічність, йому було 53 роки. Його поховали під емпорою з північного боку церкви. Син Тундера став нотаріусом, молодша донька Огюст Софі вийшла заміж за церковного кантора. Старша донька, Анна Маргарета, вийшла заміж у 1668 році за Дітріха Букстегуде, який і став наступником Тундера.

## Творчість
Тундер, поряд із Генріхом Шайдеманом та Маттіасом Векманом, є важливим представником північнонімецької органної школи. За життя Тундера жодного з його творів не було опубліковано, а автографи не збереглися, тому певний час про їхнє існування і не здогадувалися, поки щасливий випадок не привів до відкриття в Королівській бібліотеці в Швеції великої кількості церковних композицій Букстегуде, Тундера та інших північнонімецьких майстрів, які скопіював колишній шведський королівський капельмейстер у Стокгольмі Густав Дюбен. Таким чином, роботи Тундера були врятовані від забуття.

### Органні твори

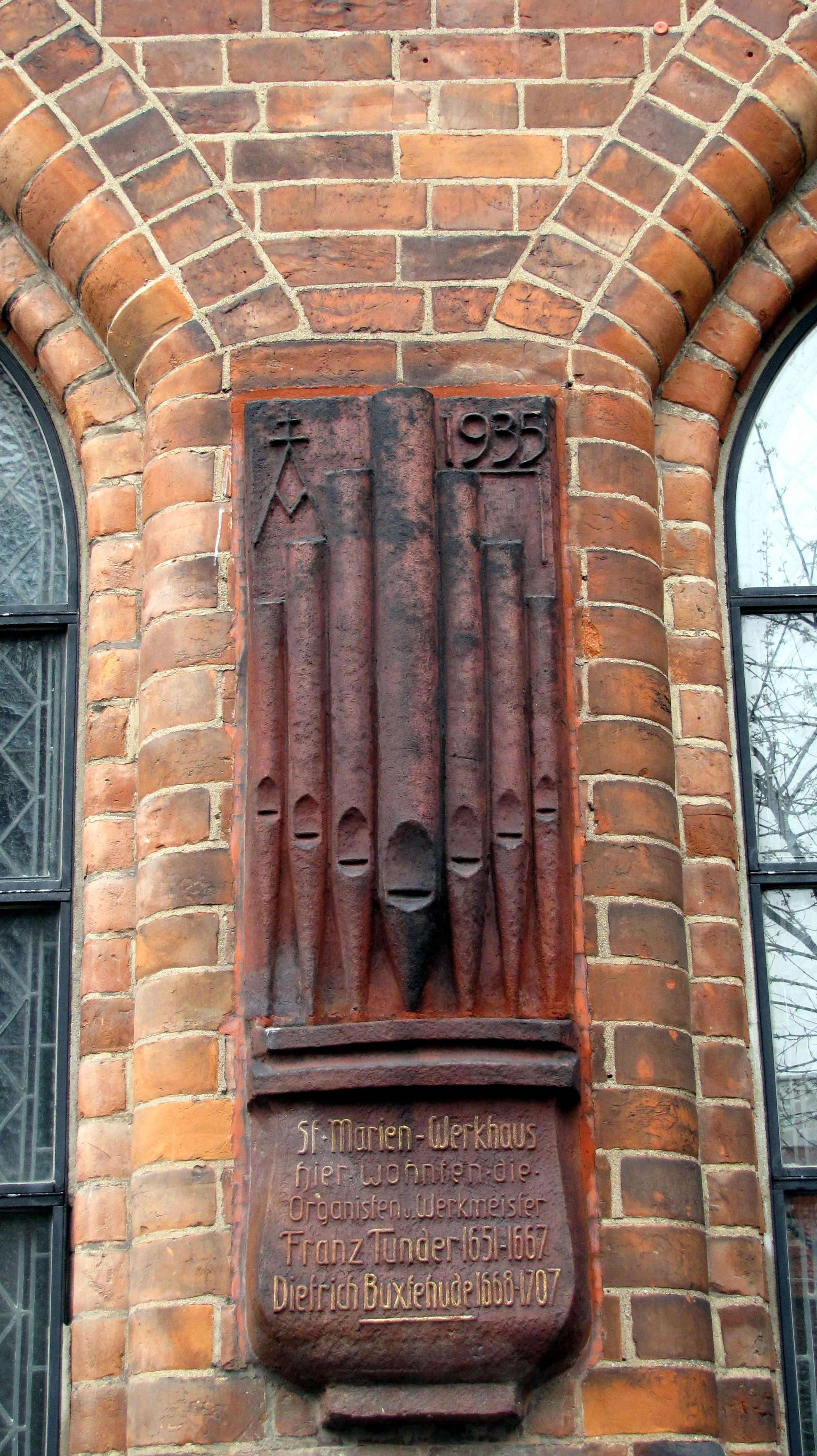
Меморіальна дошка Тундеру і Букстегуде встановлена на стіні будинку біля церкви Св. Марії в Любеку, 1935

Органні твори Тундера демонструють характерні риси північнонімецького органного стилю: контраст частин, багато орнаментацій, ехо і віртуозні пасажі. Кожна робота має складну структуру. Композитор поринає у Stylus phantasticus для створення яскравих композицій, які мають специфічний стиль.
Партитури свідчать про те, що він віддавав перевагу жанру хоральній фантазії, хоча збереглися і хоральні прелюдії, наприклад «Jesus Christus unser Heiland», примітна своїм педальним соло на початку (вперше в органній музиці).
- 5 прелюдій (одна фа мажор та чотири соль мінор (одна з них не закінчена))
- 5 хоральних фантазій:
  - Auf meinen lieben Gott
  - Christ lag in Todesbanden
  - Herr Gott, dich loben wir
  - Komm, Heiliger Geist, Herre Gott
  - Was kann uns kommen an für Not (не закінчена)
- 3 хоральні прелюдії
  - In dich hab ich gehoffet, Herr
  - Jesus Christus, unser Heiland (партита)
  - Jesus Christus, wahr' Gottes Sohn
- канцона соль мажор

### Вокальні твори
Вокальні твори Тундера включають п'єси для сольного голосу з акомпанементом струнних інструментів і органу, а також хорові твори, написані у більшому масштабі. Деякі кантати використовують мелодію хоралу, містять вокальне соло з супроводом інстументів чи аранжування з поєднаннями голосів та інструментів. Один виразний маленький твір, «Ach Herr, lass deine lieben Engelein» для сопрано, струнних і органу, часто виконувався в Німеччині. Можна помітити, що тексти здебільшого підходять для сезону Адвенту. Усі збережені роботи, ймовірно, походять з останніх років життя Тундера. 
- 8 духовних концертів для сольного голосу:
  - Ach Herr lass deine lieben Engelein
  - An Wasserflüssen Babylons
  - Da mihi, Domine
  - Ein kleines Kindelein
  - Salve coelestis pater
  - Salve mi Jesu
  - O Jesu dulcissime
  - Wachet auf, ruft uns die Stimme
- 9 духовних концертів для 2-6 голосів:
  - Dominus illuminatio mea
  - Ein feste Burg
  - Helft mir Gott's Güte preisen
  - Herr, nun lässest du deinen Diener in Frieden fahren
  - Hosianna dem Sohne David
  - Nisi Dominus aedificaverit
  - Nisi Dominus aedificaverit
  - Streuet mit Palmen
  - Wend ab deinen Zorn, lieber Herr

### Камерна музика
Франц Тундер також, можливо, писав камерну музику, але до нашого часу жоден такий твір не дійшов.
- Симфонія «Da pacem Domine» для семи струнних (скоріше, фрагмент кантати)

## Вшанування пам'яті
В Любеку Тундеру і Букстегуде на стіні церкви Св. Марії в 1935 році встановлено меморіальну дошку. Також у Любеку діє ансамбль ім. Франца Тундера, репертуар якого зосереджений на творах епохи Відродження та бароко.
Ім'я Франца Тундера носить астероїд 7871 Тундер відкритий 22 вересня 1990 року.